# Osby kommun
Osby kommun är en kommun i nordöstra Skåne län. Centralort är Osby.

## Administrativ historik
Kommunens område motsvarar de fyra socknarna Loshult, Osby, Visseltofta och Örkened. I dessa socknar bildades vid kommunreformen 1862 landskommuner med motsvarande namn.
Osby municipalsamhälle inrättades i Osby landskommun 15 augusti 1887 och upplöstes 1937 när Osby köping bildades genom en utbrytning ur landskommunen. Lönsboda municipalsamhälle inrättades 24 november 1928 och upplöstes vid utgången av 1966.
Vid kommunreformen 1952 uppgick Visseltofta landskommun i Vittsjö landskommun, i övrigt påverkades inte indelningarna i området.
1962 uppgick Osby landskommun i köpingen. Osby kommun bildades vid kommunreformen 1971 genom en ombildning av Osby köping. 1974 införlivades Loshults kommun, Örkeneds kommun samt en del av Vittsjö kommun (Visseltofta församling).
Kommunen ingår sedan bildandet i Hässleholms tingsrätts domsaga.

## Geografi
Osby kommun gränsar till Älmhults kommun och Markaryds kommun i Småland i norr, Hässleholms kommun i väst, Östra Göinge kommun och Kristianstads kommun i söder och Olofströms kommun och Blekinge i öster.

### Topografi och hydrografi
Kommunen ligger på förlängningen av den sydsmåländska urbergsslätten, där gnejsberggrunden, främst i östra delen, innehåller inslag av hyperit, känd som svart granit. Den flacka bergsytan är huvudsakligen täckt av granskog och morän, med flera stora våtmarker. Vyssle myr och Västermyr är exempel på områden med högmosse- och kärrinslag samt en vegetation bestående av pors och klockljung.
I sydöstra delen av kommunen är berggrunden uppsprucken och bildar ett sprickdalslandskap, där den norra delen av sjön Immeln är ett tydligt exempel. Längs åarna finns översvämningsmarker, kända som "mader", särskilt längs Helge å i västra Osby. Dessa marker har traditionellt använts som slåtterängar och är av stor betydelse för fågellivet. I kommunens sydvästra del flyter Helge å genom Osbysjön.

### Administrativ indelning
Fram till 2016 var kommunen för befolkningsrapportering indelad i
- Loshults församling
- Osby-Visseltofta församling
- Örkeneds församling

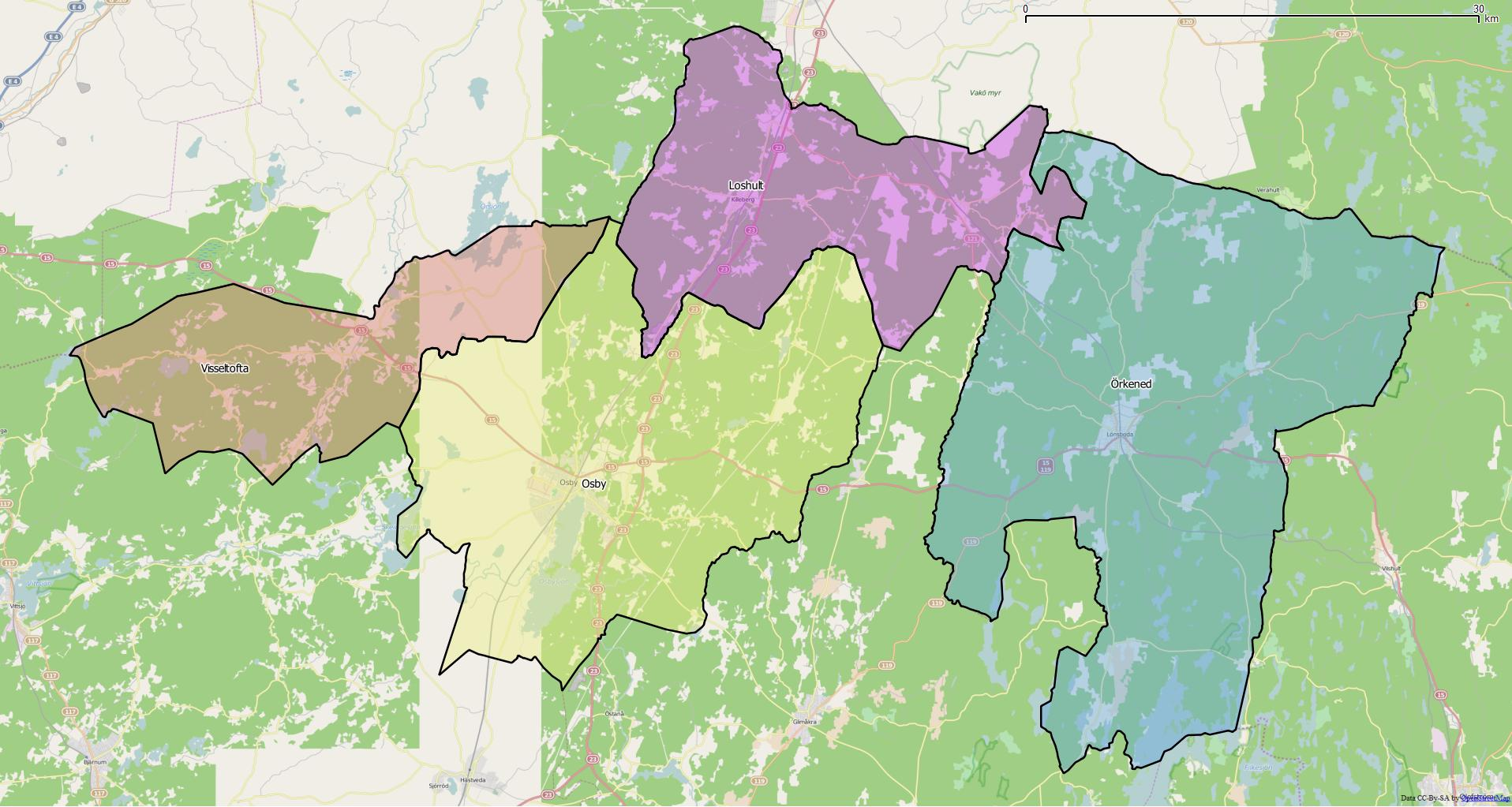
Distrikt (socknar) inom Osby kommun

Från 2016 indelas kommunen i följande distrikt, vilka motsvarar socknarna:
- Loshult
- Osby
- Visseltofta
- Örkened

### Tätorter
Det finns 3 tätorter i Osby kommun.
I tabellen presenteras samtliga orter i storleksordning efter befolkning 2015. Centralorten är i fet stil.
| Nr |
| -- |
| 1  |
| 2  |
| 3  |

| Ort       | Befolkning |
| --------- | ---------- |
| Osby      | 7 554      |
| Lönsboda  | 1 986      |
| Killeberg | 596        |

## Styre och politik

### Styre
Mandatperioden 2010–2014 styrdes kommunen av en bred blocköverskridande koalition bestående av Allianspartierna, Miljöpartiet och det lokala Göingepartiet kommunal samling (GpKS). Partierna styrde i minoritet. Efter valet 2014 blev de rödgröna det största blocket men samlade inte till egen majoritet. Istället blev Sverigedemokraterna vågmästare under mandatperioden som präglades av en tight budget. Sverigedemokraterna valde dock under hela mandatperioden att rösta med Allianspartiernas budget vilket ledde till att de rödgröna fick styra med en budget från ett annat block. Efter valet 2018 tog Alliansen över makten i minoritet. Man meddelade att  "Vi måste ta itu med kostnaderna för försörjningsstöd som har skenat iväg. Näringslivsfrågorna kommer att hamna mycket högre denna mandatperiod. Vi måste också komma igång med bostadsbyggandet". Liberalerna åkte ur kommunfullmäktige i valet 2022 men Centerpartiet, Moderaterna och Kristdemokraterna fortsatte styra i minoritet under mandatperioden.

### Kommunfullmäktige

#### Presidium
| Presidium 2022-2026    | Presidium 2022-2026 | Presidium 2022-2026 |
| ---------------------- | ------------------- | ------------------- |
| Ordförande             | C                   | Mats Ernstsson      |
| Förste vice ordförande | S                   | Tommy Augustsson    |
| Andre vice ordförande  | SD                  | Hans Persson        |

Källa:

#### Mandatfördelning 1970–2022
| 15 |  | 2 | 8 | 4 |  | 4 |

| 30 | 5 |

| 2 | 17 | 3 | 12 | 2 |  | 4 |

| 33 | 8 |

| 2 | 16 | 4 | 11 | 3 |  | 4 |

| 33 | 8 |

|  | 16 |  | 5 | 9 | 3 |  | 5 |

| 32 | 9 |

|  | 17 |  | 4 | 8 | 2 | 2 | 6 |

| 33 | 8 |

|  | 18 | 2 | 5 | 6 | 3 | 2 | 4 |

| 36 |

|  | 18 | 5 | 3 | 6 | 3 | 2 | 3 |

| 32 | 9 |

|  | 16 | 2 | 8 | 5 | 2 | 3 | 4 |

| 32 | 9 |

|  | 19 | 2 | 6 | 6 |  | 2 | 4 |

| 27 | 14 |

| 2 | 16 | 2 | 6 | 6 |  | 3 | 5 |

| 29 | 12 |

| 2 | 19 | 4 | 7 | 2 | 3 | 4 |

| 27 | 14 |

|  | 17 | 2 | 4 | 6 | 2 | 3 | 6 |

| 27 | 14 |

| 16 | 2 | 5 | 2 | 7 |  | 2 | 6 |

| 26 | 15 |

| 2 | 16 |  | 9 | 5 |  | 2 | 5 |

| 27 | 14 |

|  | 14 | 10 | 7 |  | 2 | 6 |

| 26 | 15 |

|  | 11 | 11 | 11 | 2 | 5 |

| 24 | 17 |

### Nämnder

#### Kommunstyrelse
| Presidium 2022-2026 | Presidium 2022-2026 | Presidium 2022-2026 |
| ------------------- | ------------------- | ------------------- |
| Ordförande          | C                   | Lotte Melin         |
| Vice ordförande     | S                   | Daniel Landin       |

Källa:

#### Lista över kommunstyrelsens ordförande
- Anders Pettersson, Centerpartiet, 1977–1994[16][17]
- Erland Nilsson, Socialdemokraterna, 1995–1998[18][19]
- Anders Pettersson, Centerpartiet, 1999–2002[20][21]
- Erland Nilsson, Socialdemokraterna, 2003–2006[22][23]
- Anders Pettersson, Centerpartiet, 2007–december 2014[24][25]
- Marika Bjerstedt Hansen, Socialdemokraterna, 2015–2019[26]
- Niklas Larsson, Centerpartiet, 2019–19 juni 2023[27][28]
- Lotte Melin, Centerpartiet, 28 augusti 2023–[29]

Denna lista hämtas från Wikidata. Informationen kan ändras där.

#### Övriga nämnder
| Hälsa- och omsorgsnämnden | C | Jimmy Ekborg            | S | Maria Reimer     |
| Miljö- och byggnämnden    | M | Lars-Erik Svensson      | S | Roger Neckelius  |
| Samhällsbyggnadsnämnden   | C | Magnus Augustsson       | S | Lars Andreasson  |
| Valnämnden                | M | Sonja Svenle-Pettersson | S | Michael Svensson |

Källa:

### Vänorter
- Gribskov, Danmark[31]
- Kretinga, Litauen[31]

## Ekonomi och infrastruktur

### Näringsliv
I kommunen finns en stark tradition av småföretagande, särskilt inom trä och metall. Ett tidigare känt Osbyföretag var leksaksakstillvetkaren Brio.
Svart diabas för gravstenar och andra monument har brutits i kommunen under hela 1900-talet.
Andra företag i kommunen är Swanson's Travel och Osby Glas, som tillverkar bland annat isolerglas, Osby Parca, som tillverkar Osby-Pannan, Briser som arbetar med vattenlogistik, åkeriet Göingefrakt, möbeltillverkaren Tuve, dörrtillverkaren Ekodoor, Fönsterspecialisten, Bröderna Nilssons snickerifabrik, Osby Mekan AB och VVS-företaget Trio Perfekta.

### Infrastruktur

#### Transporter
Genom västra delen av kommunen går riksväg 23 och genom östra delen går länsvägarna 119 och 121. Genom södra delarna av kommunen går även Skåneleden.

## Befolkning

### Demografi

#### Befolkningsutveckling
| Befolkningsutvecklingen i Osby kommun 1970–2020 | Befolkningsutvecklingen i Osby kommun 1970–2020 | Befolkningsutvecklingen i Osby kommun 1970–2020 | Befolkningsutvecklingen i Osby kommun 1970–2020 | Befolkningsutvecklingen i Osby kommun 1970–2020 |
| --- | ----------------------------------------------- | ----------------------------------------------- | ----------------------------------------------- | ----------------------------------------------- |
| |                                                 |                                                 |                                                 |                                                 |
| År |                                                 |                                                 | Folkmängd                                       |                                                 |
| 1970 | 1970                                            |                                                 | 13 732                                          |                                                 |
| 1975 | 1975                                            |                                                 | 13 810                                          |                                                 |
| 1980 | 1980                                            |                                                 | 13 765                                          |                                                 |
| 1985 | 1985                                            |                                                 | 13 581                                          |                                                 |
| 1990 | 1990                                            |                                                 | 13 742                                          |                                                 |
| 1995 | 1995                                            |                                                 | 13 610                                          |                                                 |
| 2000 | 2000                                            |                                                 | 12 742                                          |                                                 |
| 2005 | 2005                                            |                                                 | 12 600                                          |                                                 |
| 2010 | 2010                                            |                                                 | 12 724                                          |                                                 |
| 2015 | 2015                                            |                                                 | 12 954                                          |                                                 |
| 2020 | 2020                                            |                                                 | 13 198                                          |                                                 |
| Anm: Uppgifterna avser förhållandena den 31 december enligt den kommunala indelningen den 1 januari året efter. Osby kommun utökades den 1 januari 1974. Siffran för 1970 avser befolkningen för kommunens nuvarande område. |                                                 |                                                 |                                                 |                                                 |

#### Utländsk bakgrund
Den 31 december 2015 utgjorde antalet invånare med utländsk bakgrund (utrikes födda personer samt inrikes födda med två utrikes födda föräldrar) 2 176, eller 16,80 % av befolkningen (hela befolkningen: 12 954 den 31 december 2015). Den 31 december 2002 utgjorde antalet invånare med utländsk bakgrund enligt samma definition 1 107, eller 8,76 % av befolkningen (hela befolkningen: 12 637 den 31 december 2002).
| Bakgrund den 31 december 2015                 | Antal  | Andel   | Varav män | Kvinnor |
| --------------------------------------------- | ------ | ------- | --------- | ------- |
| Utrikes födda                                 | 1 819  | 14,04 % | 916       | 903     |
| Inrikes födda med två utrikes födda föräldrar | 357    | 2,76 %  | 181       | 176     |
| Inrikes födda med en inrikes född förälder    | 663    | 5,12 %  | 305       | 358     |
| Inrikes födda med två inrikes födda föräldrar | 10 115 | 78,08 % | 5 126     | 4 989   |

#### Invånare efter de vanligaste födelseländerna
Denna tabell redovisar födelseland för Osby kommuns invånare enligt den statistik som finns tillgänglig från Statistiska centralbyrån (SCB). SCB redovisar endast födelseland för de fem nordiska länderna samt de 12 länder med flest antal utrikes födda i hela riket. En person som inte kommer från något av de här 17 länderna har istället av SCB förts till den världsdel som födelselandet tillhör. Personer födda i Sovjetunionen samt de personer med okänt födelseland är också medtagna i statistiken.
| Födelseland      | Födelseland                       | Födelseland |
| ---------------- | --------------------------------- | ----------- |
| 31 december 2016 |                                   |             |
| 1                | Sverige                           | 11 104      |
| 2                | Syrien                            | 395         |
| 3                | Europeiska unionen: Övriga länder | 299         |
| 4                | Irak                              | 217         |
| 5                | Danmark                           | 164         |
| 6                | Bosnien och Hercegovina           | 132         |
| 7                | Asien: Övriga länder              | 126         |
| 8                | Polen                             | 110         |
| 9                | Finland                           | 71          |
| 10               | Europa utom EU: Övriga länder     | 67          |
| 11               | / SFR Jugoslavien/FR Jugoslavien  | 66          |
| 12               | Afghanistan                       | 64          |
| 13               | Tyskland                          | 61          |
| 14               | Afrika: Övriga länder             | 56          |
| 15               | Thailand                          | 40          |
| 16               | Nordamerika                       | 36          |
| 17               | Sydamerika                        | 34          |
| 18               | Norge                             | 28          |
| 18               | Turkiet                           | 28          |
| 20               | Iran                              | 20          |
| 21               | Eritrea                           | 16          |
| 22               | Oceanien                          | 6           |
| 23               | Somalia                           | 5           |
| 24               | Okänt födelseland                 | 4           |
| 25               | Island                            | 0           |
| 25               | Sovjetunionen                     | 0           |

## Kultur

### Kulturarv
Länsstyrelsen har identifierat 27 särskilt värdefulla kulturmiljöer i Osby kommun. Bland dessa kan nämnas:
- Angshult-Gussa Svenstorp: Ett småbrutet odlingslandskap som speglar betydelsen av betesdrift och skog i området.
- Gylsboda: En stenindustrimiljö med brytningsplats, järnväg och bostadsbebyggelse.
- Lönsboda: Ett järnvägs- och stationssamhälle med kopplingar till industrihistoria och folkrörelser.
- Osby skansar - Sibbarps skans och hembygdsgård: En skansanläggning och ett  dokument över områdets historia som gränsprovins.
- Ullspinneriet i Strömsborg: Industriella anläggningar och vattenkraftsminnen från en tidigare industriepok.

### Kommunsymboler

#### Kommunvapen
Blasonering: I fält av silver en grön palmkvist och ett rött gevär i kors
Det första vapnet för Osby köping fastställdes av Kungl. Maj:t 1947 och innehöll "en röd gående snapphane". 1963 lät man dock fastställa ett nytt vapen, det nuvarande. Geväret syftar dels på snapphanestriderna i området, dels på bössmidet i trakten. Palmkvisten är tagen från Östra Göinges häradsvapen (se även Östra Göinge kommun) och visar på de fredligare förhållanden som senare inträtt. Vapnet registrerades hos PRV 1984.

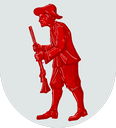
Osby köping (1947–1963)
Osby köping (1963–1970) Osby kommun (1971–)
Vittsjö landskommun (1967–1970) Vittsjö kommun (1971–1973)
Örkeneds landskommun (1944–1970) Örkeneds kommun (1971–1973)

#### Kommunfågel

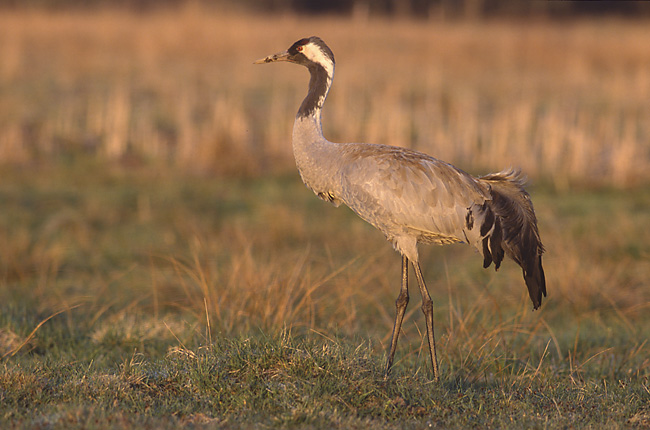
Tranan är Osbys kommunfågel.